# Эфеты
Эфеты (греч. έφέται «уполномоченные») — название членов суда апелляционной инстанции (эфетии) в Древних Афинах, избиравшихся в числе 51 из среды знатнейших дворянских родов.
Эфеты заседали под председательством архонта-царя в пяти особых судилищах, рассматривая дела об убийствах, отравлениях и поджогах. Солоновские реформы лишили эфетов их значения.